# سولوتیوبه
سولوتیوبه (به لاتین: Sulutyube) یک منطقهٔ مسکونی در روسیه است که در شهرستان نوگایسکی (داغستان) واقع شده‌است.